# Bürgermeistergarten (Wiener Neustadt)

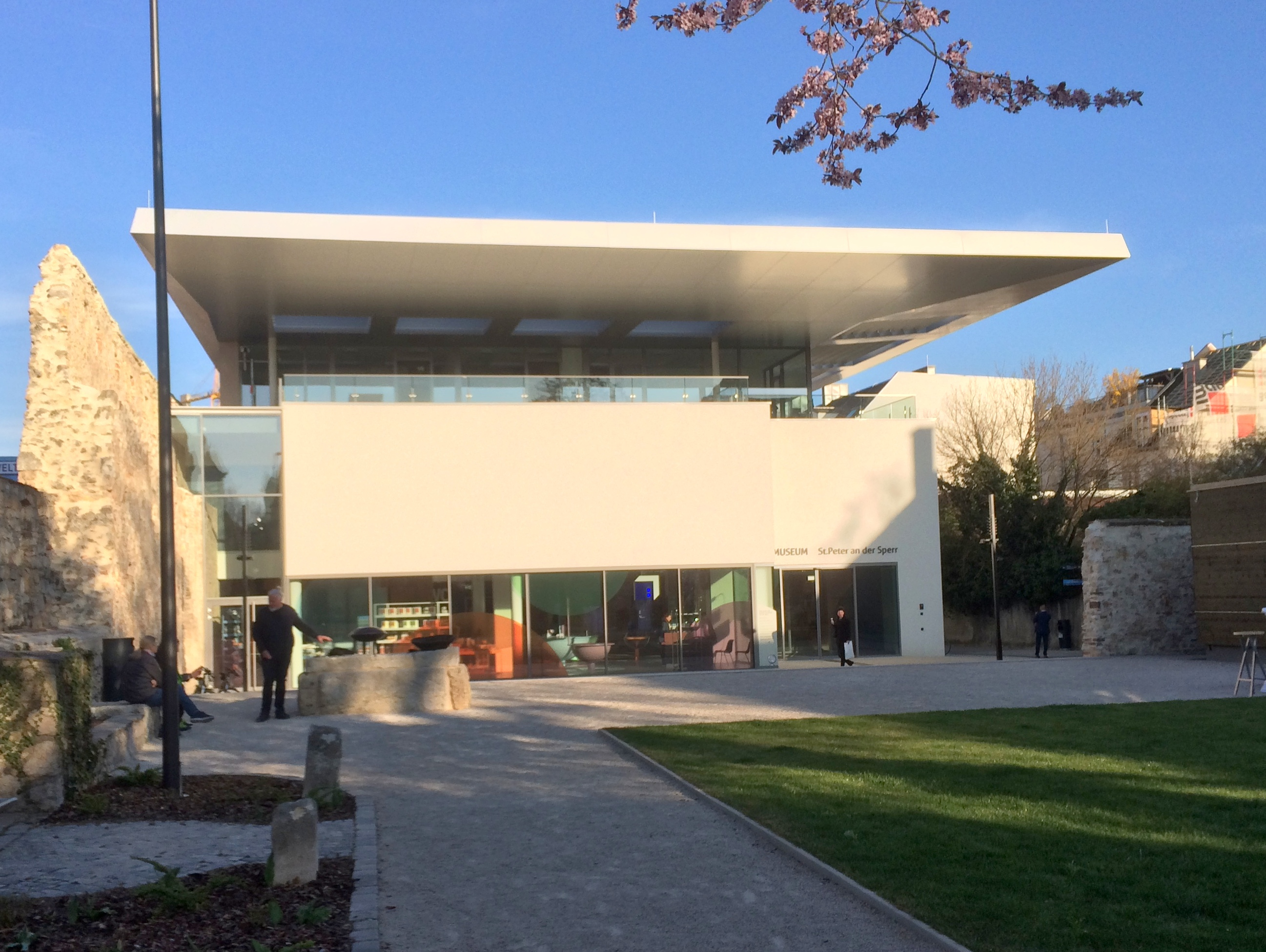
Im Bürgermeistergarten zum Museum

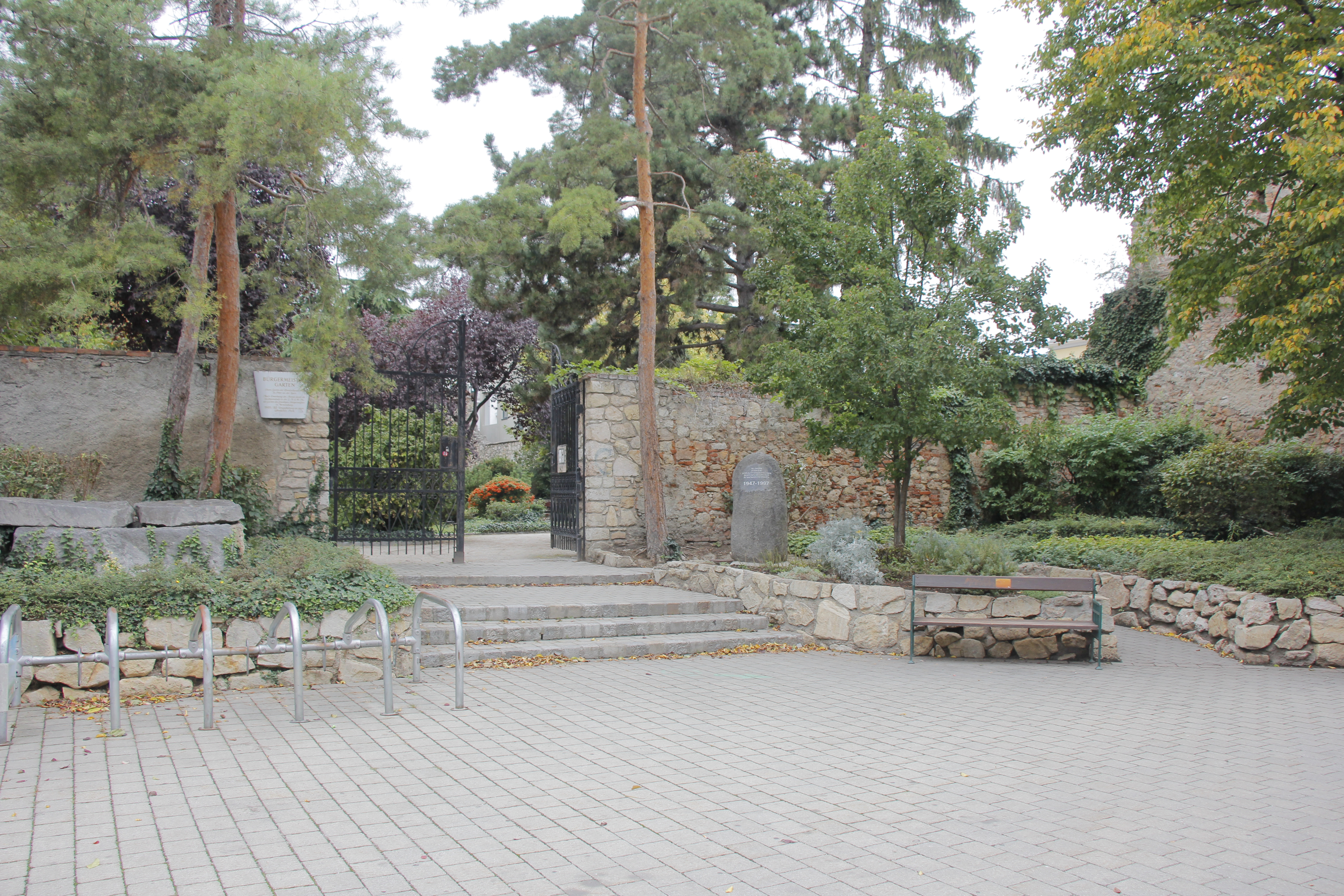
Ehemaliger Karl-Ludovsky-Park Richtung Bürgermeistergarten vor der Neugestaltung (2015)

Der Bürgermeistergarten befindet sich vor dem Museum St. Peter an der Sperr in der Stadtgemeinde Wiener Neustadt in Niederösterreich.

## Lage
Nördlich grenzt der Bürgermeistergarten an die erhaltene Stadtmauer der ehemaligen Stadtbefestigung Wiener Neustadt, östlich leicht abgetreppt an die moderne Hauptfront vom Stadtmuseum St. Peter an der Sperr, südlich abgemauert an die Petersgasse, und westlich an Wohnhausanlagen.

## Geschichte
Der ehemalige Klostergarten des ehemaligen Dominikanerinnenkloster und folgenden Dominikanerklosters wurde unter Josef II profaniert. In Folge kaufte die Stadtgemeinde den Garten aus dem Religionsfonds heraus und übergab dem jeweiligen Bürgermeister denselben zu seiner Nutzung.
Im 20. Jahrhundert wurde der Bereich direkt vor dem Museum als Karl-Ludovsky-Park bezeichnet.
Im Zuge der Niederösterreichischen Landesausstellung 2019 wurde der Garten neu gestaltet und zum Museum hin leicht abgetreppt.